# ジョー・ウォルシュ (政治家)
ジョー・ウォルシュ（英語：William Joseph Walsh、1961年12月27日 - ）はアメリカ合衆国のラジオパーソナリティ・政治家。イリノイ州シカゴ市出身。
2010年アメリカ合衆国下院議員選挙にイリノイ州より共和党候補として出馬・当選。2012年の選挙で落選した。
2020年アメリカ合衆国大統領選挙に現職のドナルド・トランプへの反対を掲げて出馬したが劣勢が続き選挙戦から撤退した。